# Watsonarctia mediodivisia
Watsonarctia mediodivisia là một loài bướm đêm thuộc phân họ Arctiinae, họ Erebidae.